# Diócesis de Kurnool
La diócesis de Kurnool (en latín: Dioecesis Kurnoolensis y en inglés: Roman Catholic Diocese of Kurnool) es una circunscripción eclesiástica de la Iglesia católica en India. Se trata de una diócesis latina, sufragánea de la arquidiócesis de Hyderabad. Desde el 19 de noviembre de 2020 es sede vacante y su administrador diocesano es el presbítero Anthonappa Chowrappa.

## Territorio y organización
La diócesis tiene 43 000 km² y extiende su jurisdicción sobre los fieles católicos de rito latino residentes en el estado de Andhra Pradesh en los distritos de: Kurnool, Nandyal, Anantapur y Sri Sathya Sai.
La sede de la diócesis se encuentra en la ciudad de Kurnool, en donde se halla la Catedral de Nuestra Señora de Lourdes y la Concatedral de Santa Teresa.
En 2021 en la diócesis existían 65 parroquias.

## Historia
La diócesis fue erigida el 12 de junio de 1967 con la bula Munus apostolicum del papa Pablo VI, obteniendo el territorio de la diócesis de Nellore.

## Estadísticas
Según el Anuario Pontificio 2022 la diócesis tenía a fines de 2021 un total de 102 967 fieles bautizados.
| Año                                                                             | Población            | Población | Población      | Sacerdotes | Sacerdotes    | Sacerdotes    | Bautizados por sacerdote | Diáconos permanentes | Religiosos | Religiosos | Parroquias |
| Año                                                                             | Bautizados católicos | Total     | % de católicos | Total      | Clero secular | Clero regular | Bautizados por sacerdote | Diáconos permanentes | Varones    | Mujeres    | Parroquias |
| ------------------------------------------------------------------------------- | -------------------- | --------- | -------------- | ---------- | ------------- | ------------- | ------------------------ | -------------------- | ---------- | ---------- | ---------- |
| 1970                                                                            | 33 200               | 3 568 000 | 0.9            | 36         | 35            | 1             | 922                      |                      | 1          | 60         |            |
| 1980                                                                            | 43 096               | 3 627 000 | 1.2            | 48         | 31            | 17            | 897                      |                      | 19         | 87         | 30         |
| 1990                                                                            | 50 160               | 4 959 510 | 1.0            | 48         | 37            | 11            | 1045                     |                      | 15         | 140        | 34         |
| 1999                                                                            | 56 226               | 5 168 226 | 1.1            | 64         | 33            | 31            | 878                      |                      | 34         | 287        | 43         |
| 2000                                                                            | 58 990               | 5 274 477 | 1.1            | 82         | 40            | 42            | 719                      |                      | 50         | 274        | 44         |
| 2001                                                                            | 62 546               | 5 888 477 | 1.1            | 78         | 39            | 39            | 801                      |                      | 51         | 316        | 45         |
| 2002                                                                            | 65 214               | 6 452 897 | 1.0            | 92         | 47            | 45            | 708                      |                      | 249        | 334        | 46         |
| 2003                                                                            | 67 785               | 7 151 570 | 0.9            | 99         | 55            | 44            | 684                      |                      | 287        | 344        | 48         |
| 2004                                                                            | 69 413               | 7 838 192 | 0.9            | 106        | 56            | 50            | 654                      |                      | 316        | 331        | 48         |
| 2013                                                                            | 97 524               | 9 246 000 | 1.1            | 127        | 60            | 67            | 767                      |                      | 142        | 416        | 52         |
| 2016                                                                            | 67 123               | 8 229 916 | 0.8            | 109        | 51            | 58            | 615                      |                      | 118        | 419        | 56         |
| 2019                                                                            | 68 665               | 8 578 990 | 0.8            | 128        | 51            | 77            | 536                      |                      | 137        | 466        | 58         |
| 2021                                                                            | 102 967              | 8 170 507 | 1.3            | 136        | 56            | 80            | 757                      |                      | 82         | 465        | 65         |
| Fuente: Catholic-Hierarchy, que a su vez toma los datos del Anuario Pontificio. |                      |           |                |            |               |               |                          |                      |            |            |            |

## Episcopologio
- Joseph Rajappa † (12 de junio de 1967-18 de enero de 1988 nombrado obispo de Khammam)
- Mathew Cheriankunnel, P.I.M.E. † (18 de enero de 1988 por sucesión-16 de julio de 1991 renunció)
  - Sede vacante (1991-1993)
- Johannes Gorantla † (6 de diciembre de 1993-20 de enero de 2007 falleció)
- Anthony Poola (8 de febrero de 2008-19 de noviembre de 2020 nombrado arzobispo de Hyderabad)
  - Sede vacante (desde 2020)
- Mathew Cheriankunnel